# Regimentul 47 Infanterie (1916-1918)
Regimentul 47 Infanterie a fost o unitate de nivel tactic din rezerva armatei permanente care s-a constituit la 14/27 august 1916, prin mobilizarea unităților și subunităților de infanterie din cercul de recrutare Ploiești, din cadrul Comandamentului III Teritorial.:p. 81 Regimentul a făcut parte din organica Brigăzii 25 Infanterie. La intrarea în război, Regimentul 47 Infanterie a fost comandat de colonelul Marin Nedeianu. Regimentul 47 Infanterie a participat la acțiunile militare pe frontul românesc, pe toată perioada războiului, între 14/27 august 1916 - 28 ocotmbrie/11 noiembrie 1918.
Drapelul de luptă al regimentului a fost decorat cu cea mai înaltă distincție de război, Ordinul „Mihai Viteazul”, clasa III:
Pentru vitejia și avântul cu care au luptat atât ofițerii cât și trupa, în aprigele lupte de la Mărășești din anul 1917. În ziua de 6 august, pe când regimentul se afla pe poziție la Răzoare, regimentul a fost atacat de forțe germane covârșitoare. Ofițerii, subofițerii și soldații au luptat însă cu furie și o energie atât de mare, încât cu toate atacurile îndârjite date de dușman, acest glorios regiment a rămas neclintit pe poziție; apoi contraatacând a sfărâmat avântul germanilor, pe care i-a urmărit până la Satul Nou, capturându-le mitraliere, prizonieri și un însemnat material de război.
Înalt Decret no. 1356 din 15 noiembrie 1917

## Decorații
- Ordinul „Mihai Viteazul”, clasa III[4]